# 건선
건선(乾癬, 영어: psoriasis)은 피부에 영향을 주는 자가면역질환이다. 이 질환은 면역계가 피부 세포를 병원균으로 오해하여 피부 세포의 성장 주기를 빠르게 하는 잘못된 신호를 내보낼 때 발생한다. 건선은 전염되지 않는다. 그러나 건선은 뇌졸중의 위험 증가와 연관되며 높은 혈중 수준의 치료를 통해 개선할 수 있다. 건선에는 판(plaque)을 이루는 발진, 반점성(guttate), 역행성(inverse), 부스럼성(pustular), 홍피성(erythrodermic), 이렇게 다섯 가지 종류가 있다. 판을 이루는 발진이 가장 흔한 형태로, 빨갛고 하얀 색조가 나타난다. 일부 환자에서는 관절염이 병발 하는 경우가 있으며 건선성 관절병증(psoriatic arthropathy)이라고 한다.